# Tarlee
Tarlee är en ort i Australien. Den ligger i kommunen Clare and Gilbert Valleys och delstaten South Australia, omkring 75 kilometer norr om delstatshuvudstaden Adelaide.
Runt Tarlee är det mycket glesbefolkat, med 5 invånare per kvadratkilometer.. Närmaste större samhälle är Kapunda, omkring 15 kilometer sydost om Tarlee.
Trakten runt Tarlee består till största delen av jordbruksmark. Genomsnittlig årsnederbörd är 517 millimeter. Den regnigaste månaden är maj, med i genomsnitt 77 mm nederbörd, och den torraste är december, med 10 mm nederbörd.